# كيربي لارسون
كيربي لارسون (بالإنجليزية: Kirby Larson)‏ (1950)؛ كاتِبة مُتخصِّصة في أدب الأطفال وروائية أمريكية.